# Kaminiadougou
Kaminiadougou és una regió de Mali, situada antre Macina i Djenné, a la riba dreta del riu Níger, al nord-est de Sansanding.
El 1885 els francesos (tinent de vaixell Davoust en el seu viatge de Bamako a Macina) hi van signar un tractat, però no obstant la regió no va passar encara a França de manera efectiva fins a la conquesta de Ségou el 1890.
El 1892 la regió es va revoltar contra França i bambares i peuls es van aliar i van rebre reforços de Macina, però foren derrotats pel comandant Bonnier a Koïla o Kola.